# Legions of Perkele
Legions of Perkele è il quarto album in studio del gruppo musicale finlandese Barathrum, pubblicato nel 1998 dalla Spinefarm Records.

## Tracce
1. Intro: Barathrum – 1:29
2. Revenge by Magick – 3:00
3. Angelburner – 4:00
4. Dark Sorceress (Autumn Siege) – 6:08
5. Last Day in Heaven – 4:52
6. The Force of Evil – 3:16
7. Necromantical Ritual – 5:31
8. SaLuBeLe – 2:36
9. Legions of Perkele – 5:08
10. Pause – 0:12
11. Pause – 0:12
12. Deep from the Depths (bonus track) – 3:16
13. Warmetal (bonus track) – 2:54

## Formazione

### Gruppo
- Demonos Sova – voce, basso, effetti
- G'thaur – basso, voce addizionale
- Anathemalignant – chitarra, voce addizionale
- Nattasett – batteria, percussioni